# SMS Arcona (1858)
Pour les autres navires du même nom, voir SMS Arcona.

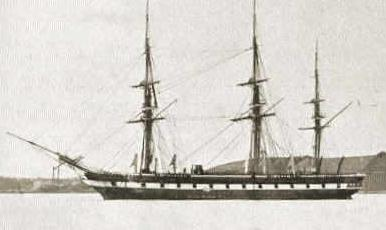
La SMS Arcona

La SMS Arcona est une corvette de la marine prussienne, puis de la marine fédérale de l'Allemagne du Nord et enfin de la marine impériale allemande, baptisée d'après le cap Arcona. Elle a été lancée le 19 mai 1858 des chantiers navals royaux de Dantzig. Appartenant à la classe Arcona, ses sister-ships sont les SMS Elisabeth, SMS Gazelle, SMS Hertha et SMS Vineta.

## Données techniques
Ce trois-mâts de  2 391 tonnes mesure 71,95 mètres de longueur pour 13 mètres de largeur et un tirant d'eau de 6,35 mètres. Il comprend 380 hommes d'équipage. Il navigue à une vitesse maximale de 12,4 nœuds. Il possède une machinerie à vapeur de deux cylindres (1 004 kW) et quatre machines à charbon et une voilure de 2 200 m2.
Au départ, la corvette est armée de vingt-huit canons à poudre de calibre 68, mais ils sont démontés en 1869 pour être remplacés par dix-sept canons frettés de calibre 15 et deux de calibre 12,5, plus précis dans leur ligne de tir.

## Services

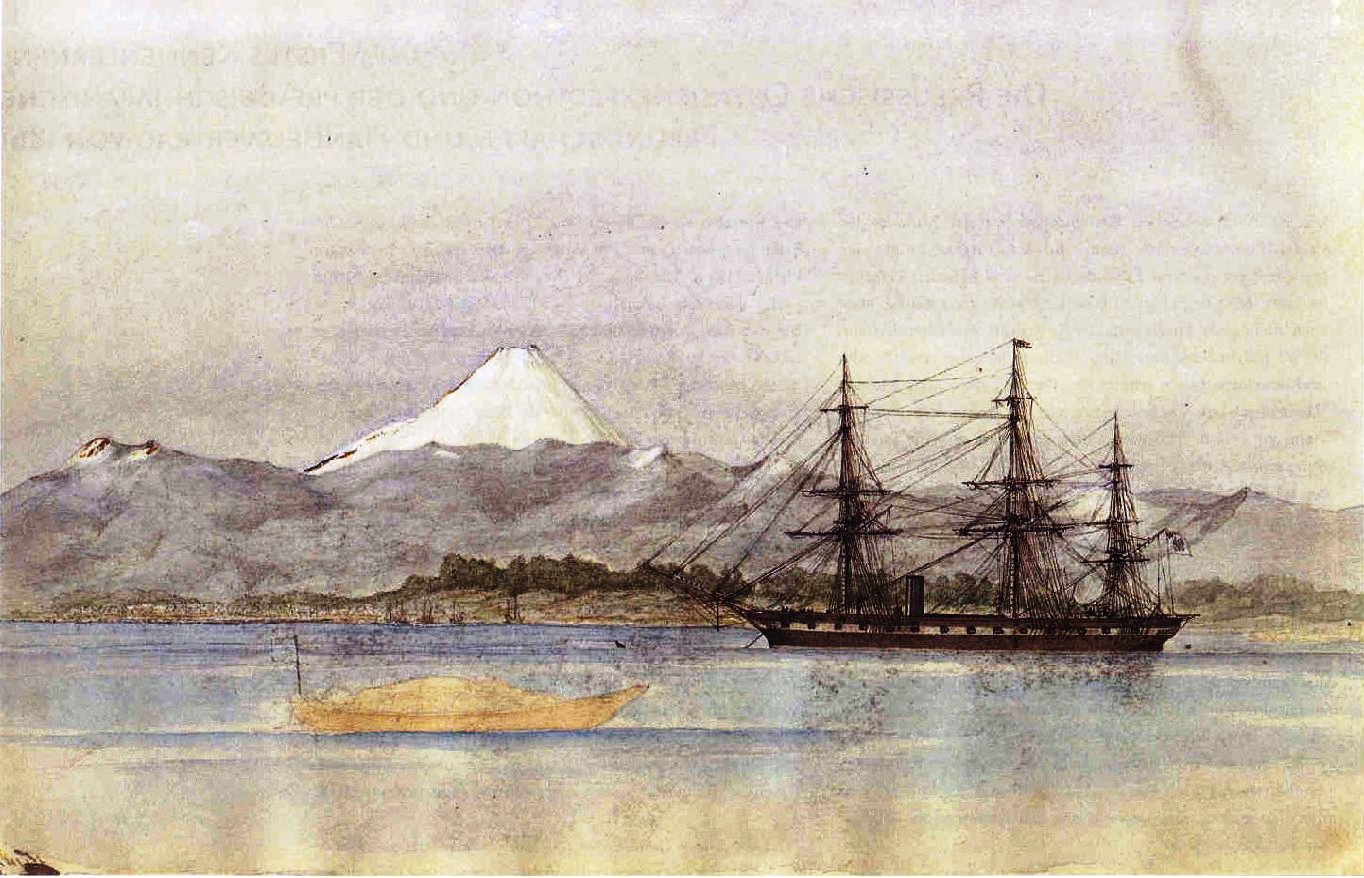
La SMS Arcona dans la baie de Yokohama, aquarelle de Karl von Eisendecher (1841-1934)

La SMS Arcona a effectué de longs voyages depuis sa mise en service le 15 avril 1859. Le premier a lieu du 11 décembre 1859 au 5 octobre 1862, lorsqu'accompagnée de deux autres navires, elle fait partie de l'expédition Eulenburg en Extrême-Orient au cours de laquelle la goélette SMS Frauenlob est victime d'un typhon près de Yokohama le 2 septembre 1860 et perd quarante-sept hommes.
En 1864, la SMS Arcona participe à la guerre des Duchés. Elle représente le royaume de Prusse, avec le Kronprinz Frédéric à bord, pour l'inauguration du canal de Suez en 1869. Elle est alors commandée par le capitaine von Schleinitz (1834-1910), fameux pour avoir effectué plus tard un tour du monde en 1874-1876, à la tête de la SMS Gazelle. Ensuite pendant l'année 1870, elle sert à la défense des intérêts prussiens aux Antilles et en Amérique du Nord. Lorsque la guerre de 1870 éclate, elle est rappelée par les Açores à gagner Lisbonne.

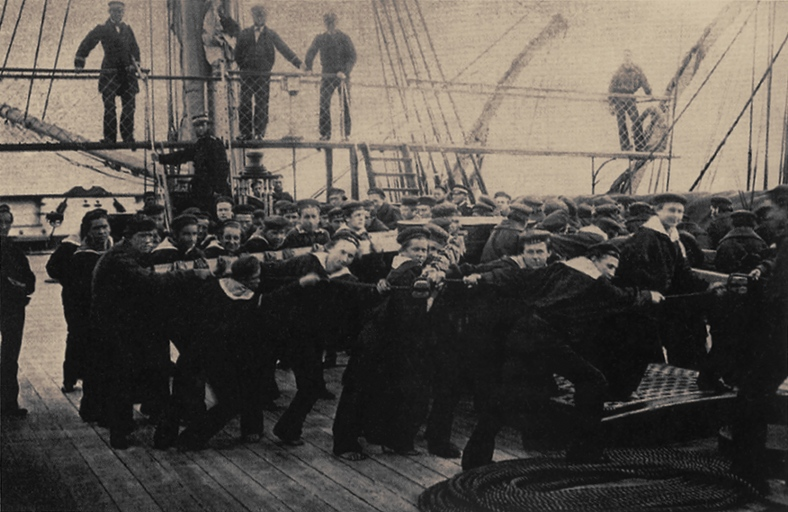
Matelots de la SMS Arcona en 1864

Du 1er octobre 1873 au 18 décembre 1875, elle sert sous le commandement du capitaine von Reibnitz, de navire-école des cadets de la marine pour effectuer un tour du monde par l'Australie et le Japon et prépare l'expédition de la SMS Gazelle qui au cours de son propre tour du monde doit observer le transit de Vénus à la fin de l'année 1874 aux îles Kerguelen.
Ensuite, elle est stationnée à Kiel en 1876 et sert alors de bateau-école pour les apprentis machinistes. Elle est rayée des listes de la marine de guerre le 18 mars 1884, sert quelque temps de cible, puis elle est détruite la même année aux chantiers navals impériaux de Kiel.